# Шурма, Ростислав Игоревич
Ростислав Игоревич Шурма (укр. Ростислав Ігорович Шурма; род. 17 сентября 1983, Львов) — украинский политик, топ-менеджер. Заместитель руководителя Офиса Президента Украины (2021—2024). Генеральный директор ПАО «Запорожсталь» (2012—2019). Депутат Донецкого областного совета 6-го созыва (с 2010).

## Биография
Родился 17 сентября 1983 года во Львове. Сын Игоря Шурмы — депутата Верховной рады (2003—2006, 2014—2019).

### Образование
В 2004 году окончил Национальный университет «Киево-Могилянская Академия» по специальности «Экономика и предпринимательство», получив образовательный уровень «бакалавр».
В Киевском национальном экономическом университете, через год получил степень «магистра» по специальности «экономическая теория».
Был аспирантом Донецкого национального университета.
В 2011—2019 годах учился в бизнес-школах IMD, Wharton School, INSEAD.

## Трудовая деятельность
В 2003—2005 годах работал финансовым менеджером в московском отделении компании Procter and Gamble Eastern Europe
В 2005—2006 годах — работал консультантом BCG.
С 2006 года — в группе Метинвест.
Также возглавлял управление стратегии, работал финансовым директором Макеевского металлургического завода, заместителем директора металлургического дивизиона Метинвест.
Был членом наблюдательного совета ММК им. Ильича, председателем наблюдательного совета завода «Промет» (Болгария), членом совета директоров «Метинвест-Траметал» (Италия).
С 2012 по 2019 год — генеральный директор ПАО «Запорожсталь».
За три года Запорожсталь стал прибыльным предприятием. В модернизацию инвестировано 3 млрд грн., налоговые перечисления увеличены в 2,5 раза, средняя зарплата увеличена почти в 2 раза. Комбинат стал лидером в операционной эффективности среди металлургических предприятий Украины. Запорожсталь — единственное металлургическое предприятие Украины, которое сохранило объёмы производства в период кризиса 2014—2015 годов. 7 августа 2015 года акционеры на своем собрании продлили полномочия генерального директора Р. Шурмы до 1 апреля 2018 года.

## Политическая и общественная деятельность
Ростислав Шурма принимает активное участие в развитии Запорожского региона в сферах его жизнедеятельности: волонтерская, оборонная, система образования (проект школа-вуз-комбинат), развитие спорта, переселенцы, дети (опека над детскими учреждениями), молодёжные организации и многое другое.
С 31 октября 2010 года — депутат Донецкого областного совета 6-го созыва по партийному списку Партии регионов. Член комиссии по вопросам экологии и природных ресурсов. С 2014 года совет не функционирует.
В июле 2014 года была зарегистрирована партия «Индустриальная Украина», главой которой был указан Ростислав Шурма.
17 апреля 2015 года избран председателем региональной организации Политической партии «Оппозиционный блок» в Запорожской области.
По итогам региональных выборов Украины 2015 года Запорожская организация «Оппозиционного блока» во главе с Ростиславом Шурмой получила наибольшее количество голосов. Ростислав Шурма принял решение отказаться от мандатов депутата Запорожского областного и городского советов.
17 февраля 2020 года политсовет Запорожской областной организации партии «Оппозиционный блок» удовлетворил заявление Ростислава Шурмы о сложении полномочий руководителя этой организации.
В 2021 году назначен заместителем руководителя Офиса президента Украины.
В 2022 презентовал проект налоговой реформы «10-10-10» (10 % — налог на прибыль, 10 % — НДФЛ и 10 % — НДС).

## Обыск
В  конце июля 2025 года в доме проживающего в баварском городе Штарнберг экс-замглавы офиса украинского президента Зеленского Ростислава Шурмы был проведен обыск, инициированный Национальным антикоррупционным бюро Украины.
Следователи Национального антикоррупционного бюро Украины (НАБУ) провели обыск у Ростислава Шурмы - бывшего заместителя главы офиса президента Владимира Зеленского. Согласно материалу журнала Der Spiegel, опубликованному в четверг, 31 июля, немецкие следователи по запросу НАБУ провели 15 июля обыск в доме Шурмы в городе Штарнберг в федеральной земле Бавария.

## Награды
Лидер рейтинга топ-менеджеров Украины в горно-металлургическом комплексе в 2016 и 2017 годах.

## Семья
Женат, воспитывает сына и двух дочерей.